# Schönefeld
Schönefeld település Németországban, azon belül Brandenburgban. Lakosainak száma 19 529 fő (2023. december 31.). Schönefeld Mittenwalde és Königs Wusterhausen községekkel határos.
A település közvetlenül határos Berlin délkeleti városrészeivel. Itt található a Berlin Schönefeld repülőtér, a fővárost kiszolgáló két nemzetközi repülőtér egyike, mely főleg diszkont légitársaságok úti célja.

## Népesség
A település népességének változása:
| Lakosok száma | 11 218 | 11 667 | 11 993 | 12 354 | 12 831 | 13 317 | 14 625 | 15 472 | 18 499 | 19 529 |
|               | 2000   | 2002   | 2004   | 2006   | 2008   | 2011   | 2017   | 2019   | 2021   | 2023   |